# Trix (tyrannosaurus)

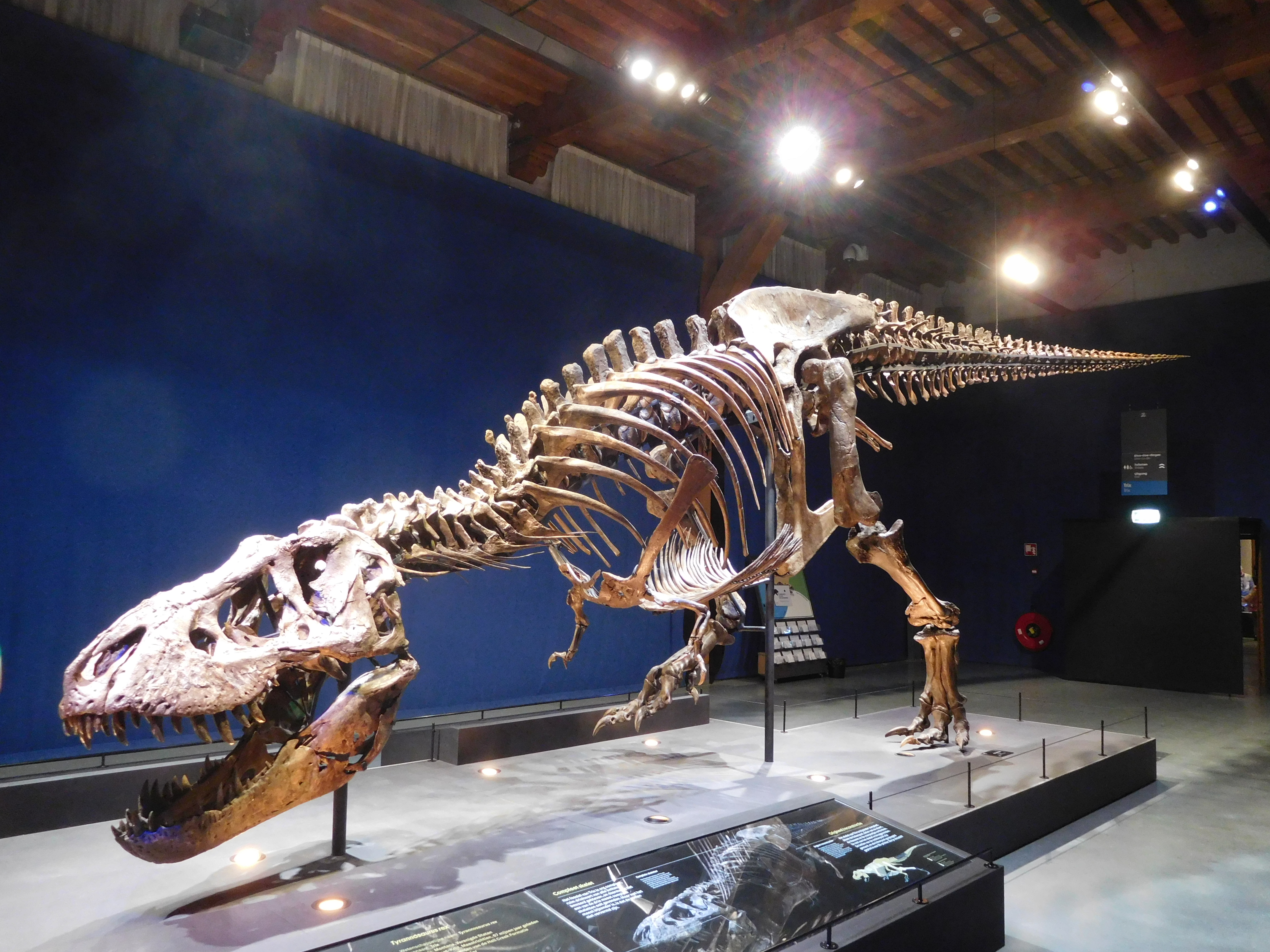
Trix in de expositie T. Rex In Town van het Naturalis in 2016

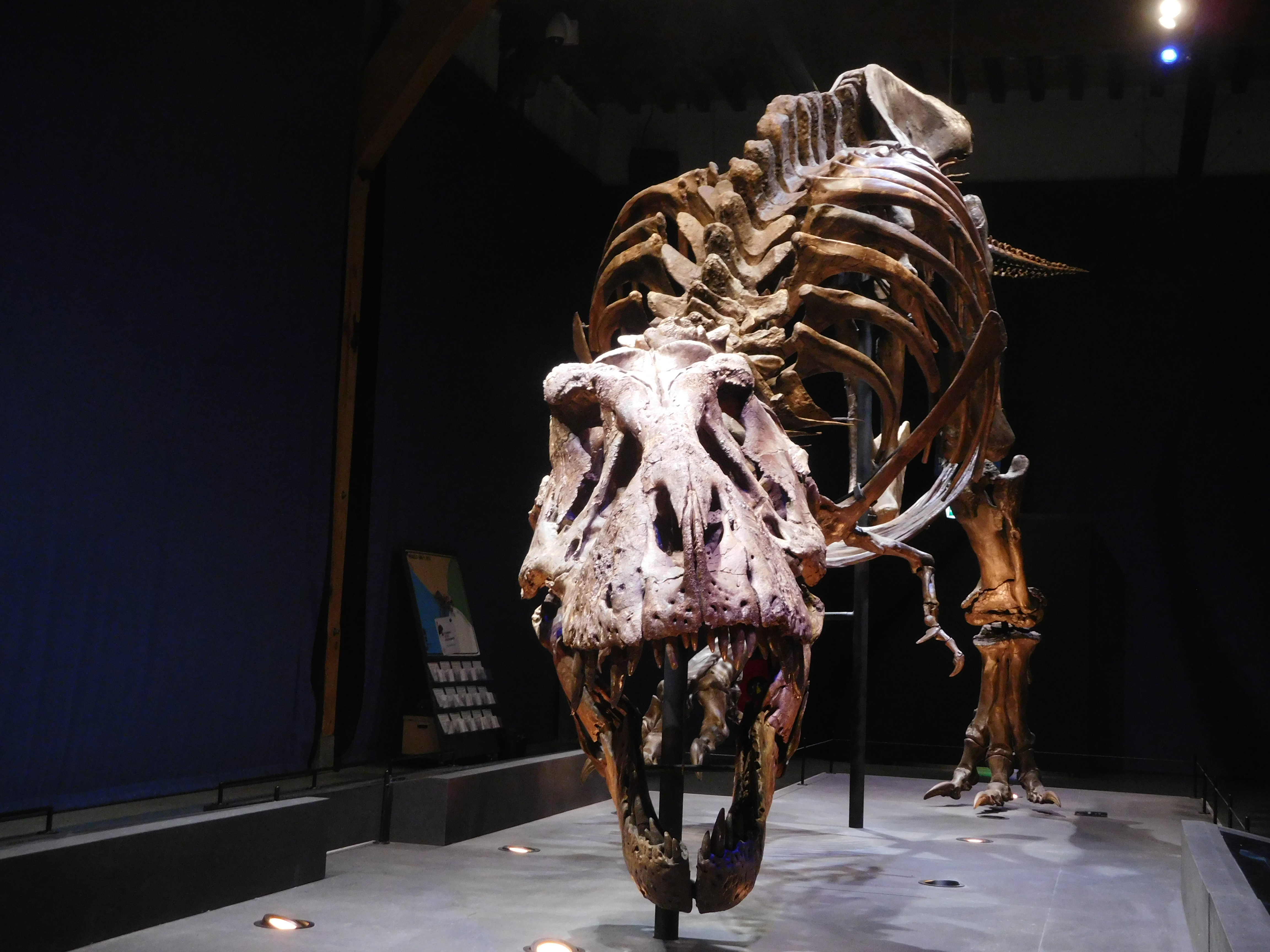
Trix in vooraanzicht

Trix is de naam van een exemplaar van Tyrannosaurus. Trix is in 2013 in Montana ontdekt en sinds 2016 het eerste authentieke tyrannosaurusskelet op Nederlandse bodem, alsmede het eerste dat permanent op het vasteland van Europa wordt tentoongesteld.

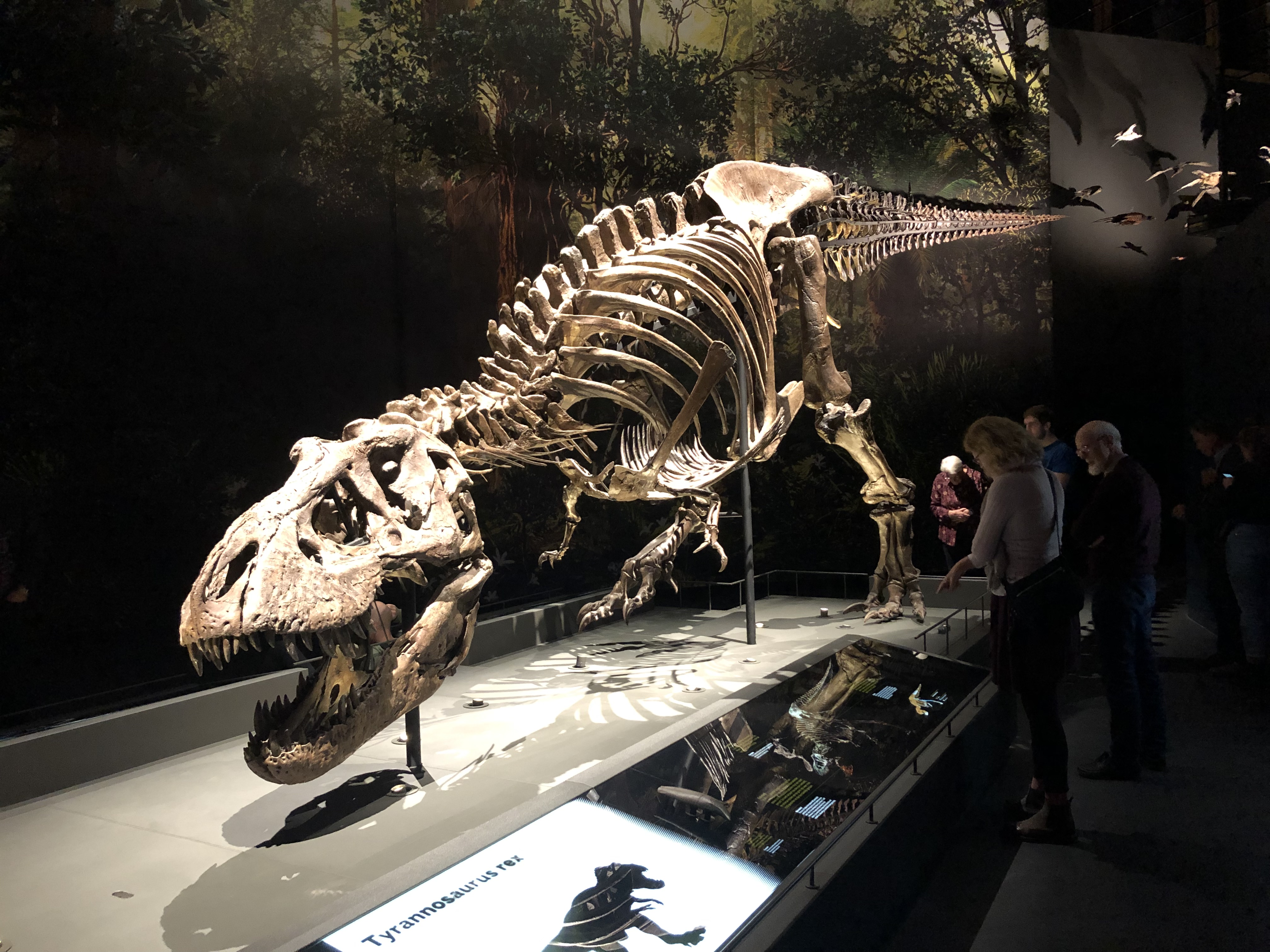
Trix in het nieuwe Naturalis

## Ontdekking
In 2012 besloot het Naturalis Biodiversity Center te Leiden dat gepoogd moest worden een authentiek tyrannosaurusskelet te verwerven als publiekstrekker voor de, naar de toenmalige verwachtingen, in 2017 te openen nieuwe tentoonstellingshal van het museum van die instelling. Men hoopte de bezoekerscijfers hiermee structureel van ongeveer driehonderdduizend naar vierhonderdduizend per jaar te brengen. Het had de voorkeur dat zo'n skelet door een team van het museum zelf zou worden opgegraven. Hiertoe vertrok een delegatie bestaande uit directeur Edwin van Huis, paleontoloog John de Vos en projectleider Matthijs Vegter naar de Verenigde Staten van Amerika. Peter Lars Larson van het Black Hills Institute te South Dakota, een bedrijf dat al een kwart eeuw betrokken is bij het opgraven en prepareren van de beste skeletten van Tyrannosaurus en dat al eerder een exemplaar van Edmontosaurus voor Naturalis had verworven, werd in september 2012 gevraagd om door te geven als een rancher meldde een mogelijk skelet ontdekt te hebben. Toevallig had Larson een melding gehad uit Wyoming en dezelfde middag werd een bezoek gebracht aan de vindplaats, waarbij Vos de resten identificeerde als die van Tyrannosaurus. Omdat het seizoen vrijwel voorbij was, werden de opgravingen uitgesteld tot het volgende jaar. In het voorjaar van 2013 werd een Nederlands team ingevlogen, onder leiding van paleontoloog Anne Schulp en medewerking van Vos, om het fossiel verder op te graven op de ranch van boer Donley Darnell. Het bleek op 7 mei echter, na het verplaatsen van vierhonderd kubieke meter grond, wat Tyrannosaurus betreft slechts te gaan om wat linkervoetbeenderen. Wel werden van Triceratops drie exemplaren gevonden, nadat in 2012 stropers daarvan een skelet hadden blootgelegd voordat ze werden verstoord, een aantal dat later toenam tot zeven. Later werd besloten deze alle op te graven en samen met de tyrannosaurus tentoon te stellen.

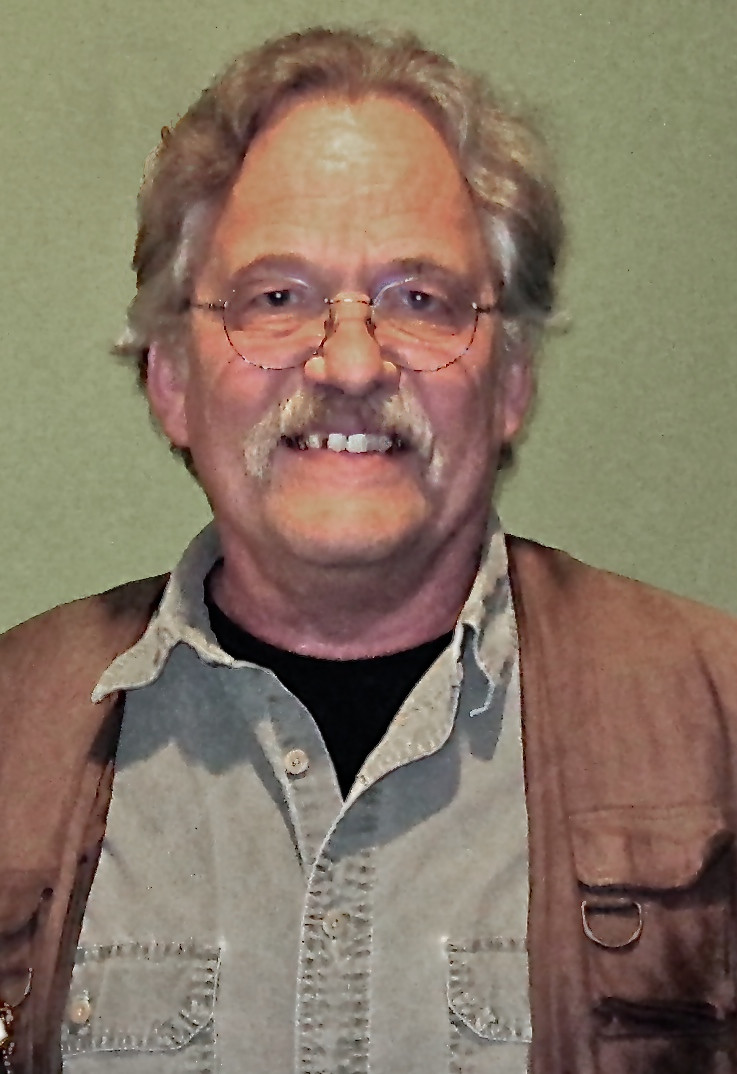
Peter Lars Larson

Op 29 augustus 2013 werd echter na een tweede melding een uitzonderlijk compleet skelet aangetroffen op de honderd vierkante kilometer grote ranch van veehouder Lige M. Murray in Montana, zo'n vijftig kilometer ten zuiden van Jordan gelegen. De eerste vondst, van een onderkaak, tanden, een staartwervel en een bekken, was in de avond van 27 mei 2013 gedaan door Michele Daniëls, een amateurpaleontologe van Nederlandse afkomst die in 1968 naar de Verenigde Staten van Amerika was geëmigreerd, tijdens een wandeling op de East Pasture met haar man Blaine Lundstad; beiden werkten op de ranch. Dat het fossiel een tyrannosaurus betrof, werd bevestigd door fossielenjager Clayton Phipps bijgenaamd Dino Cowboy. Dat jaar nog werd door een Nederlands team tot 9 september een belangrijk deel van het skelet geborgen, met assistentie van Lundstad, Phipps en Larson, en naar het Black Hills Institute overgebracht ter preparering, een proces dat duizenden manuren zou kosten. Voor Larson was het het tiende tyrannosaurusskelet dat hij opgroef. Gedurende 2014 en het voorjaar van 2015 volgde het restant, voornamelijk kleine fragmenten. De fossielen bevonden zich op een oppervlakte van twintig bij tien meter. Op 5 september 2013 voerde paleontoloog Philip Manning van de University of Manchester een lidar-laserscan van het oppervlak uit om de precieze locatie van de botten vast te leggen. Het skelet is gevonden in een laag zandsteen van de Hell Creek-formatie, welke laag volgens paleomagnetisch onderzoek naar de ompoling minstens 66,4 miljoen jaar oud is. De verschillende skeletelementen lagen gedeeltelijk in anatomisch verband, vooral bij de borstkas en de staartpunt. De zandsteen was vrij los en maakte een snelle berging mogelijk. De conditie van de beenderen is tamelijk goed, wat door sedimentair geoloog Pim Kaskes is verklaard als een gevolg van het hoge kalkgehalte van het zand, ongeveer 25%, wat schadelijke zuren zou hebben geneutraliseerd, en het feit dat zand niet eenvoudig gecomprimeerd wordt. Het skelet werd vermoedelijk kort na de dood van het dier weggespoeld door een overstroming, een oude rivierbedding in, en bedekt met 3,2 meter dik sediment. Boven en onder deze laag bevinden zich normale rivierkleiafzettingen met een hoger gehalte aan organisch materiaal zoals van de watervaren Azolla cretacea die duidt op de aanwezigheid van ondiepe meertjes. Het wegspoelen wordt bewezen door het feit dat de schedel acht meter van de schoudergordel vandaan is aangetroffen. Bij de opgraving werd een losse tand van een kleinere tyrannosaurine aangetroffen, wellicht van een jonge tyrannosaurus of van Nanotyrannus, een kleiner geslacht dat volgens sommige onderzoekers naast Tyrannosaurus bestond.

## Aankoop
Murray was eigenaar van de grond en mocht volgens Amerikaans recht het fossiel vrijelijk verkopen. De prijs van gave exemplaren van Tyrannosaurus loopt sinds het eind van de jaren negentig in de miljoenen dollars. Aanvankelijk was met de rancher afgesproken dat, binnen het kader van een koopoptie, naar rato van het aantal gevonden beenderen betaald zou worden, zodat het bedrag nogal opliep toen het skelet erg volledig bleek te zijn. Door grotere en kleinere giften kon Naturalis daarvoor de nodige fondsen bijeenbrengen, naast een eigen bijdrage van bijna een miljoen euro. Daartoe werden allerlei acties gehouden zoals "Tientje voor T. rex", wat 23.000 tientjes opleverde, en het neerzetten van een replica in Station Leiden Centraal. Ruim zestig bedrijven "adopteerden" een bot als sponsor. Het Mondriaan Fonds droeg negenhonderdduizend euro bij, de helft voor de T. rex, de andere helft voor de triceratopia die deel zullen uitmaken van de uiteindelijke expositie. De gemeente Leiden zegde een subsidie van €450.000 toe voor de verwerving van het skelet, in de vorm van een korting op de aankoop van de bouwgrond voor de nieuwbouw. Projectsubsidies leverden €577.250 op. Nadat het benodigde bedrag al voor een groot deel ingezameld was, maakte eind 2014 een gift van Pieter Zwart, de directeur van Coolblue, de aankoop mogelijk. Becijferd werd dat het totale bedrag voor opgraving, preparering, restauratie, onderzoek, transport en aankoop zo'n vijf miljoen euro bedroeg. De pure verwervingskosten inclusief concessierechten, preparering en de juridische afwikkeling bedroegen in 2014 €4.291.466. Eind 2014 was men het Black Hills Institute €1.027.556 schuldig, voornamelijk voor het prepareren/restaureren. Op 2 februari 2015 was er nog een bijdrage van 1,2 miljoen van de BankGiro Loterij voor de kosten van de tentoonstelling en de preparering; de vierhonderdduizend euro die voor die laatste post was bedoeld, had men al meegenomen in de begroting van de aankoop in 2014. Aan donaties leverde de T. rex in 2015 nog eens €89.000 op. De kosten van het project waren in november 2013 geschat op zeven miljoen euro.
In Amerika is het skelet aanleiding geworden tot een juridische strijd om het eigendom. Volgens het recht van Montana is het mogelijk de eigendom van een stuk grond te splitsen in een surface estate, het genot van het normale gebruik van het oppervlak, en een mineral estate, ruwweg de mijnbouwrechten. De Murray's hebben de surface rights maar delen de mineral rights met, naast de oudere landeigenaren Jerry en Robert Severson, de Billings Garfield Land Company die daarvan voor twee derden eigenaar is. Laatstgenoemde bedrijf liet zijn belang in de zaak overgaan naar de Seversons en die stelden op 21 augustus 2014 dat het skelet een mineraal was omdat fossielen gemineraliseerd zijn en eisten hun deel van de tyrannosaurus op alsmede mede-eigendom van de zogenaamde Dueling Dinosaurs, een tyrannosaurine en ceratopide die op het land van de Murray's bij elkaar gevonden zijn en waarvan de waarde geschat is op zeven à negen miljoen dollar — hoewel een eerste veiling mislukte omdat de minimumverkoopprijs van zes miljoen dollar niet gehaald werd. Op 20 mei 2016 besliste de rechter in eerste aanleg, een grammaticale wetsuitleg gevend, dat in normaal taalgebruik een dinosauriër geen mineraal was en de eis dus moest worden afgewezen. De Billings Garfield Land Company en de Seversons gingen hierop in hoger beroep. Op 6 november 2018 werd daarin in hun voordeel beslist. Daarna oordeelde het supreme court van Montana echter dat fossielen toch deel uitmaken van de surface estate. In 2020 besliste het Ninth Circuit Court of Appeal daarop alsnog in het voordeel van Murray.

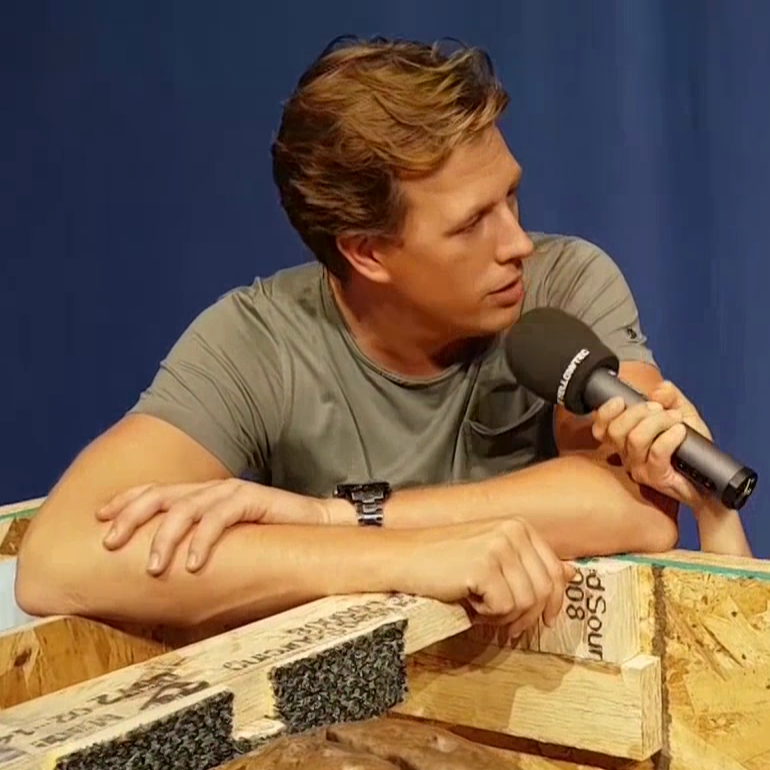
Freek Vonk bewondert de inhoud van een geopende krat

## Namen
Trix is een oud exemplaar met veel bijtsporen en infecties. Ze kreeg daarom al in Amerika de bijnaam grandma pusface. Een eerbiediger kwalificatie werd geuit door Wim Pijbes: "de Nachtwacht van de natuurhistorie". In Amerika stond het exemplaar meer formeel bekend als de "Murray T. Rex". Naturalis vroeg het publiek suggesties te doen voor een vaste naam zoals veel belangrijke tyrannosaurusexemplaren die hebben. Op 2 juni 2016 werd bekendgemaakt dat de keuze gevallen was op "Trix", zowel als een toespeling op T. rex, als een verwijzing naar Beatrix der Nederlanden. Eerder was in de pers de verwachting uitgesproken dat het fossiel zou worden vernoemd naar de ontdekster, Michele, zoals bij andere exemplaren ook gebeurd was.

## Nadere studie en opstelling
Eind mei 2015 werd een CAT-scan gemaakt van de schedel van Trix, in een grote industriële scanner van het Fraunhofer Entwicklungszentrum Röntgentechnik van het Fraunhofer Institut te Fürth. Daarbij bleek dat de schedel weinig vervormd was.
Trix behoort volgens de opgravers tot de drie meest volledige tyrannosaurusskeletten die bekend zijn en zou slechts Sue en Stan voor moeten laten gaan. In ieder geval kan ze gerekend worden tot een groep van een dozijn meer complete skeletten met schedel uit een totaal van zo'n zeventig skeletten dat tot 2016 is opgegraven. Ongeveer de helft van de skeletelementen is aangetroffen, die volgens Schulp minstens 80% van het volume van het dier vertegenwoordigen als we de botten zouden aanvullen met weke delen. Ze zal het meest volledige authentieke skelet zijn dat buiten de Verenigde Staten van Amerika permanent wordt tentoongesteld. Twee specimina in de collectie van het British Museum of Natural History, BMNH R7994 en BMNH R7995, zijn veel fragmentarischer en missen geheel of grotendeels de schedel.
Het Black Hills Institute heeft na preparering de botten aangevuld met kunststof afgietsels van beenderen van andere exemplaren. Na een eerste opstelling werd het skelet weer afgebroken en verpakt. Op 23 augustus werd het met KLM-vlucht 612 van Chicago naar Schiphol gevlogen, ingepakt in negen kratten op drie pellets met een totaalgewicht van vijf ton. Aangekondigd werd dat het skelet bij wijze van uitzondering met de echte schedel zou worden opgesteld: door het dier een buiging naar de grond te laten maken zou de kop van de bodem uit kunnen worden ondersteund. Bij Sue en Stan is de zware schedel door een replica vervangen en wordt ernaast apart tentoongesteld. De opstelling zou weer worden uitgevoerd door het Black Hills Institute onder persoonlijke leiding van Pete Larson. Het inventarisnummer in Leiden is RGM 792.000. Na een feestelijk onthaal te Leiden op 26 augustus 2016, met als prominente begeleider Freek Vonk, werd Trix van 10 september 2016 tot juni 2017 tentoongesteld in het Pesthuis, de oorspronkelijke entree van Naturalis, in het kader van de manifestatie T. Rex In Town. Die trok in de eerste zes maanden 379 119 bezoekers. Daarna was er een buitenlandse tournee voor het skelet voorzien met als eerste stop, tot oktober 2017, het Tiergnadenhof Gut Aiderbichl in Henndorf am Wallersee, gevolgd door CosmoCaixa Barcelona en het Muséum national d'histoire naturelle te Parijs. Deze tournee was noodzakelijk vanwege de verbouwing van Naturalis, waarbij het Pesthuis, waarin Trix werd tentoongesteld, moest worden gebruikt voor andere tijdelijke tentoonstellingen en daarna werd afgestoten. De opening van de nieuwe hal werd gepland in 2018, maar moest worden uitgesteld tot de zomer van 2019 wat dwong Trix ook nog Lissabon en Glasgow aan te laten doen. Vanaf 5 augustus 2019 werd Trix weer in Leiden opgebouwd om permanent tentoongesteld te worden in het nieuwe Naturalis dat geopend werd op 31 augustus. Zij staat hier in een eigen zaal met de naam "Dinotijd", samen met een aantal andere dinosauriërskeletten.

## Beschrijving

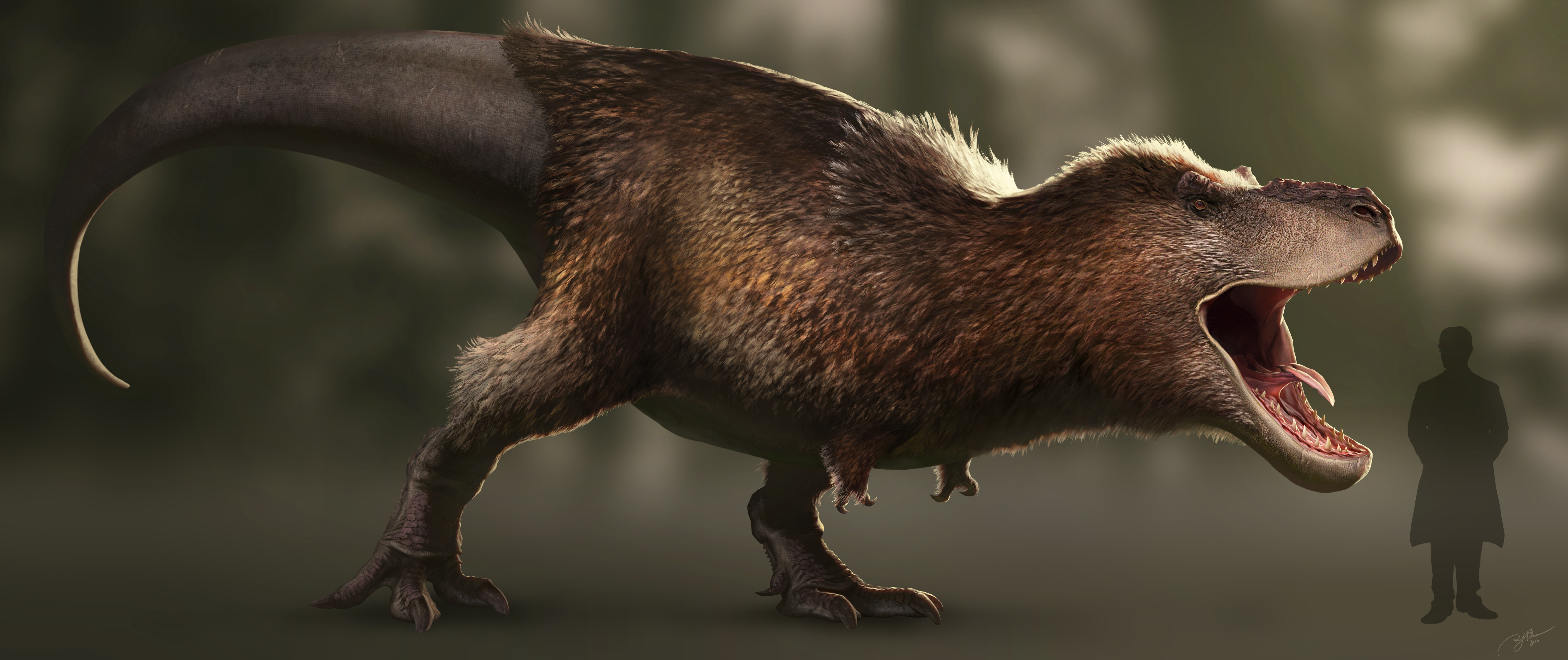
Zo zag Trix er ongeveer bij leven uit

Een wetenschappelijke beschrijving van Trix was in 2016 in voorbereiding; het lag in de bedoeling verschillende studies aan het skelet te wijden. Uit persberichten zijn enkele details over de vondst bekend. Verdere informatie wordt verschaft door twee publicaties door Naturalis in september 2016 waarin voorlopige resultaten van onderzoek naar buiten worden gebracht. Het gaat om een oud exemplaar waarvan de leeftijd op minstens dertig jaar geschat werd daar het ouder leek dan het oudste exemplaar waarvan de leeftijd door groeiringen kon worden vastgesteld, op negenentwintig jaar. Uit een analyse van de groeiringen van Trix zelf door Sifra Bijl, van de Vrije Universiteit Amsterdam, van slijpplaatjes gemaakt uit het kuitbeen, scheenbeen, dijbeen en twee ribben, bleek bij de meeste beenderen het bot weer volledig geremodelleerd te zijn door latere groei; alleen de ribben toonden nog vier groeilijnen. Op hoge leeftijd vlakte de groei vermoedelijk zo sterk af dat het niet meer mogelijk was de ringen te onderscheiden.

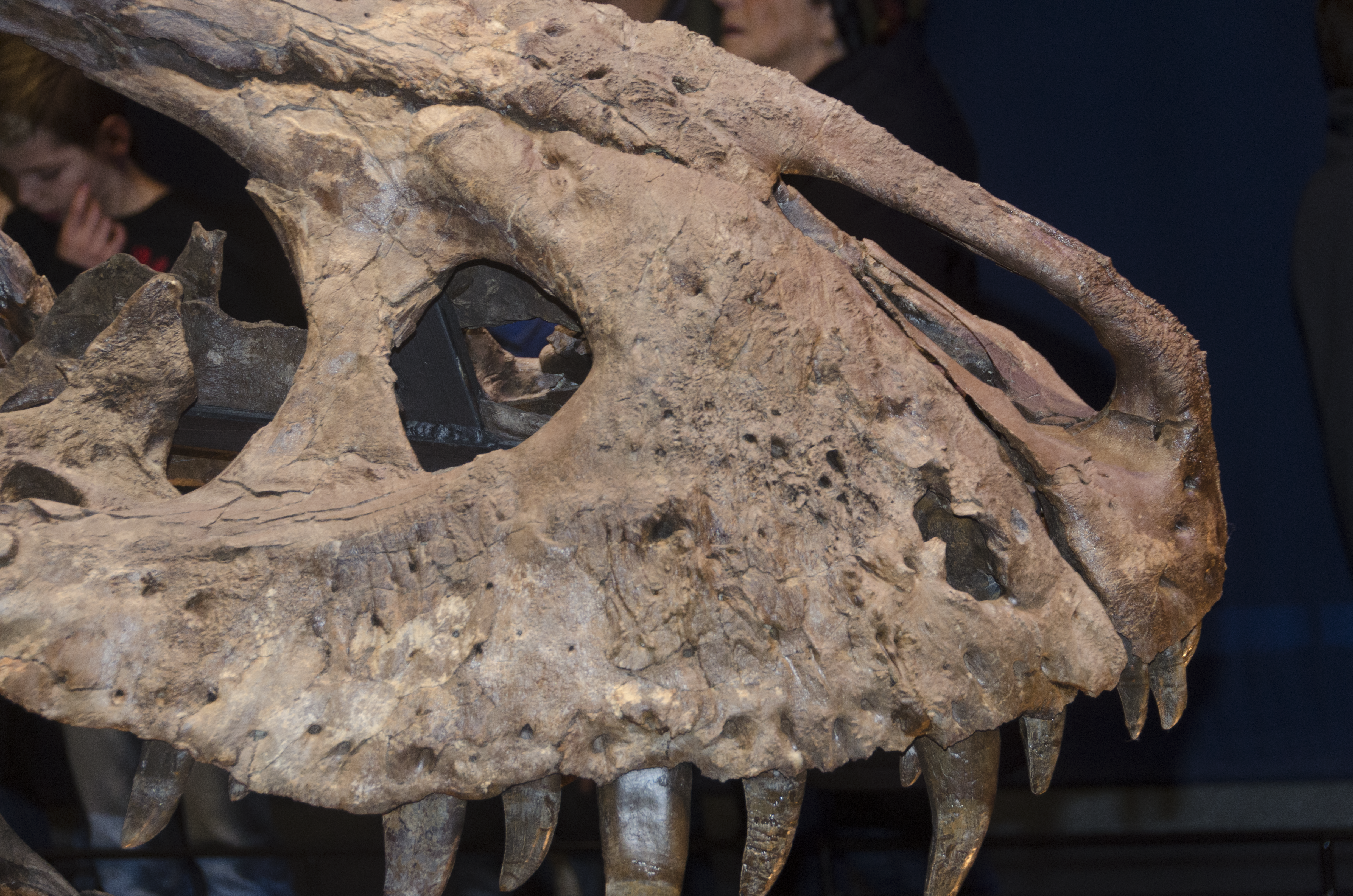
Infectiesporen op het rechterbovenkaaksbeen

Op een hoge leeftijd wijzen ook allerlei geheelde beschadigingen van het skelet, waaronder een infectie op de rechterzijde van de snuit, wonden op de linkerzijde van de snuit, vier gebroken ribben, een vergroeide staartbasis en bijtsporen in de nek en het surangulare van de achterste linkeronderkaak. De middenstaart toont daarnaast botwoekeringen op wervels en chevrons, wellicht een gevolg van een overbelasting door de spieren. Het beenvlies van het rechterdijbeen lijkt verbeend te zijn. De staartbasis toont verbeende kapsels en vergroeide doornuitsteeksels. Ondanks de hoge leeftijd zijn de gewrichten van de ledematen niet bijzonder versleten en er zijn ook geen tekenen van artritis.

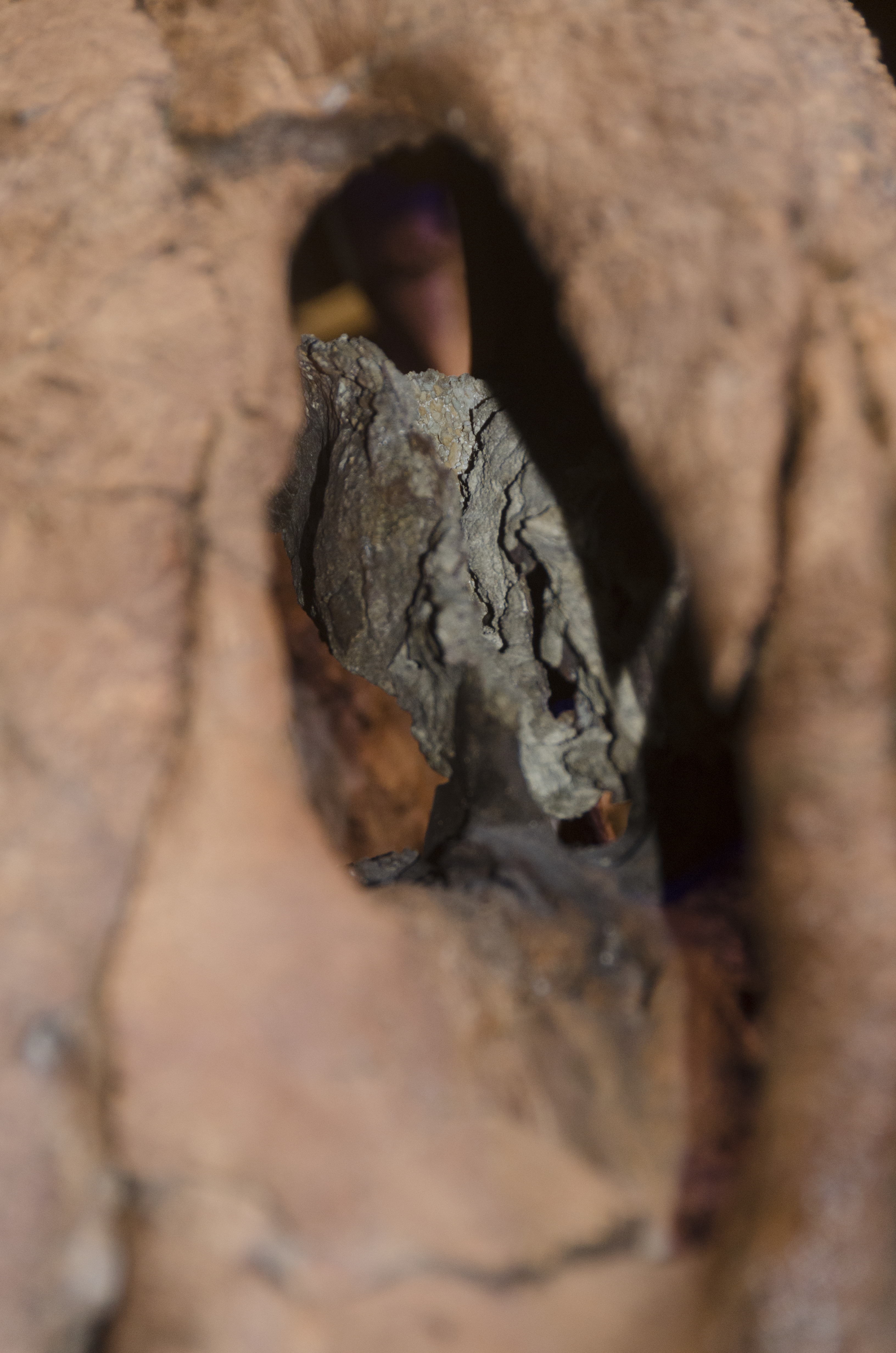
Het turbinaal

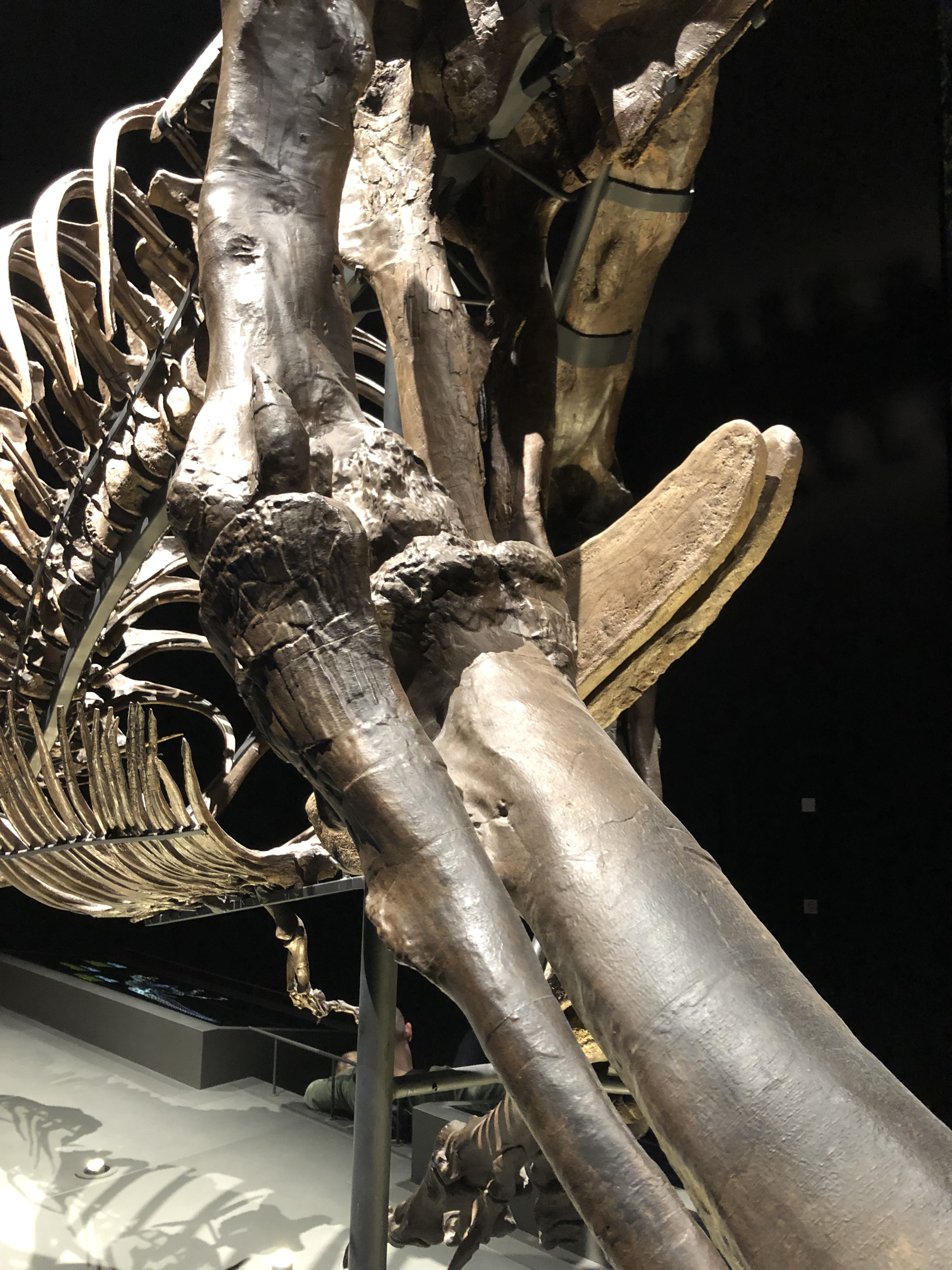
De linkerachterpoot is een gespiegelde 3D-print van de rechterachterpoot

Het skelet is relatief robuust en daar leidde men uit af dat het om een vrouwtje ging: exemplaren van Tyrannosaurus worden in een robuuste en een "graciele" morfe gevonden waarbij het vermoeden bestaat dat de zwaargebouwde dieren de wijfjes zijn. Dat het een wijfje betreft, wordt bevestigd door de grote bult op het postorbitale, de achterste bovenste rand van de oogkas, die typisch is voor de robuuste morfe. De beet in de nek zou tijdens de paring kunnen zijn toegebracht en wellicht is ook de ontwrichting van de staartbasis daaraan te wijten. Het specimen is vrij groot, rond de twaalf meter lang. De buitenwand van de beenderen is tamelijk gaaf bewaard gebleven maar intern zijn er vaak veel fracturen. In 2025 verklaarde Gregory S. Paul de grote bult uit het behoren tot de vermeende soort T. imperator en suggereerde dat Trix wel eens een mannetje zou kunnen zijn. De bult zou tot het "spoelvormige" type behoren en het dijbeen zou relatief robuust zijn bij een lengte van 117 centimeter.
Aan het skelet ontbreken de snuitpunt, de rechteronderkaak, de voorste linkeronderkaak, zeven of acht wervels van de voorste middenstaart, de uiterste staartpunt, het rechterschouderblad, de voorpoten, de linkerachterpoot en de rechtervoet. Beschadigingen aan wervels werden gerestaureerd met afgietsels van Stan. De voorpoten en voeten zijn aangevuld met afgietsels van Sue die slechts iets groter is dan Trix. De linkerachterpoot is een gespiegelde 3D-print van de rechterachterpoot; evenzo is het rechterschouderblad een spiegeling van het linker en de achterste rechteronderkaak een gespiegelde linkeronderkaak. De 3D-prints werden mogelijk gemaakt door een laserscan van de bewaarde delen door Valentin Vanhecke van het Nederlandse bedrijf 4Visualization. Gerestaureerde delen zijn opzettelijk herkenbaar gemaakt aan een iets donkerder kleur maar hebben geen onnatuurlijke uniforme tint. Ontbrekende tanden werden aangevuld met echte tyrannosaurustanden die vaak los gevonden worden. Uit de CAT-scan bleek dat er in de neusholte een turbinaal bewaard was, een boekrolvormige structuur om condensvocht op te vangen tijdens het uitademen. Dat zou de eerste keer zijn dat zo'n element bij Tyrannosaurus gevonden is. Niet uniek maar wel zeldzaam is het nog aanwezig zijn van het vorkbeen waarvan er maar vijf bekend zijn en de vondst van een stapes van het oor. Sommige beenderen zijn aan hun uiteinden beschadigd geraakt doordat aaseters eraan knaagden; misschien dat daarbij de gevonden nanotyrannustand afbrak.
De tanden van Trix zijn door Joep Schaeffer onderzocht op de verhoudingen van opgenomen isotopen. Lage 44 Ca/42 Ca-waarden, van isotopen van calcium, duiden erop dat de consumptie van beenderen hoog lag, wat de hypothese bevestigt dat Tyrannosaurus in staat was botten te kraken. De wisselende 87 Sr/86 Sr-verhoudingen van isotopen van strontium in het tandglazuur, opgenomen uit vegetatie, wijzen erop dat of Trix zelf of haar prooidieren migreerden tussen gebieden met een andere plantengroei. In 2021 concludeerde een studie door Pasha van Bijlert en Knoek van Soest dat als Trix haar energieverbruik tijdens het wandelen minimaliseerde door de elastische energie te optimaliseren in een zwaaiende staart, de resulterende stapfrequentie wees op een wandelsnelheid van ongeveer vijf kilometer per uur, wat minder dan eerder voor grote theropoden aangenomen.